# 2010-es Indy Japan 300
A 2010-es Indy Japan 300 volt a 2010-es Izod IndyCar Series szezon tizenhatodik futama. A versenyt 2010. szeptember 18-án rendezték meg a Japánban található Twin Ring Motegi nevű oválpályáján. A versenyt az Versus közvetítette.

## Nevezési lista
| Csapat                     | Első pilóta | Első pilóta         | Második pilóta | Második pilóta   | Harmadik pilóta | Harmadik pilóta | Negyedik pilóta | Negyedik pilóta  |
| -------------------------- | ----------- | ------------------- | -------------- | ---------------- | --------------- | --------------- | --------------- | ---------------- |
| de Ferran Dragon Racing    | 2           | Raphael Matos       |                |                  |                 |                 |                 |                  |
| Team Penske                | 3           | Hélio Castroneves   | 6              | Ryan Briscoe     | 12              | Will Power      |                 |                  |
| Panther Racing             | 4           | Dan Wheldon         |                |                  |                 |                 |                 |                  |
| KV Racing Technology       | 5           | Szató Takuma        | 8              | E.J. Viso        | 32              | Mario Moraes    |                 |                  |
| Andretti Autosport         | 7           | Danica Patrick      | 11             | Tony Kanaan      | 26              | Marco Andretti  | 37              | Ryan Hunter-Reay |
| Target Chip Ganassi Racing | 9           | Scott Dixon         | 10             | Dario Franchitti |                 |                 |                 |                  |
| A.J. Foyt Enterprises      | 14          | Vitor Meira         |                |                  |                 |                 |                 |                  |
| Dale Coyne Racing          | 18          | Milka Duno          | 19             | Alex Lloyd       |                 |                 |                 |                  |
| Dreyer & Reinbold Racing   | 22          | Justin Wilson       | 24             | Paul Tracy       |                 |                 |                 |                  |
| Conquest Racing            | 34          | Bertrand Baguette   | 36             | Roger Yasukawa   |                 |                 |                 |                  |
| FAZZT Race Team            | 77          | Alex Tagliani       |                |                  |                 |                 |                 |                  |
| HVM Racing                 | 78          | Simona De Silvestro |                |                  |                 |                 |                 |                  |
| Newman/Haas Racing         | 02          | Graham Rahal        | 06             | Mutó Hideki      |                 |                 |                 |                  |

## Rajtfelállás
| Rajtsor | Belső ív | Belső ív          | Külső ív | Külső ív            |
| ------- | -------- | ----------------- | -------- | ------------------- |
| 1       | 3        | Hélio Castroneves | 6        | Ryan Briscoe        |
| 2       | 12       | Will Power        | 10       | Dario Franchitti    |
| 3       | 26       | Marco Andretti    | 11       | Tony Kanaan         |
| 4       | 37       | Ryan Hunter-Reay  | 8        | E. J. Viso          |
| 5       | 4        | Dan Wheldon       | 5        | Szató Takuma        |
| 6       | 9        | Scott Dixon       | 7        | Danica Patrick      |
| 7       | 34       | Bertrand Baguette | 14       | Vitor Meira         |
| 8       | 19       | Alex Lloyd        | 02       | Graham Rahal        |
| 9       | 06       | Mutó Hideki       | 22       | Justin Wilson       |
| 10      | 2        | Raphael Matos     | 32       | Mario Moraes        |
| 11      | 36       | Roger Yasukawa    | 24       | Paul Tracy          |
| 12      | 77       | Alex Tagliani     | 78       | Simona De Silvestro |
| 13      | 18       | Milka Duno        |          |                     |

### Verseny
| Pozíció | #  | Pilóta                  | Csapat                                    | Futott kör | Idő/Kiesés oka | Rajthely | Élen töltött körök száma | Pont |
| ------- | -- | ----------------------- | ----------------------------------------- | ---------- | -------------- | -------- | ------------------------ | ---- |
| 1.      | 3  | Hélio Castroneves       | Team Penske                               | 200        | 2:04.04.4780   | 1        | 153                      | 53   |
| 2.      | 10 | Dario Franchitti        | Chip Ganassi Racing                       | 200        | +4.5746        | 4        | 0                        | 40   |
| 3.      | 12 | Will Power              | Team Penske                               | 200        | +5.0743        | 3        | 0                        | 35   |
| 4.      | 6  | Ryan Briscoe            | Team Penske                               | 200        | +6.4825        | 2        | 32                       | 32   |
| 5.      | 7  | Danica Patrick          | Andretti Autosport                        | 200        | +7.6057        | 12       | 0                        | 30   |
| 6.      | 9  | Scott Dixon             | Chip Ganassi Racing                       | 200        | +8.3641        | 11       | 0                        | 28   |
| 7.      | 11 | Tony Kanaan             | Andretti Autosport                        | 200        | +9.4093        | 6        | 0                        | 26   |
| 8.      | 02 | Graham Rahal            | Newman/Haas Racing                        | 200        | +11.7163       | 16       | 0                        | 24   |
| 9.      | 37 | Ryan Hunter-Reay        | Andretti Autosport                        | 200        | +12.2125       | 7        | 0                        | 22   |
| 10.     | 4  | Dan Wheldon             | Panther Racing                            | 200        | +12.4720       | 9        | 0                        | 20   |
| 11.     | 26 | Marco Andretti          | Andretti Autosport                        | 200        | +15.5007       | 5        | 0                        | 19   |
| 12.     | 5  | Szató Takuma (R)        | KV Racing Technology                      | 200        | +16.0693       | 10       | 0                        | 18   |
| 13.     | 77 | Alex Tagliani           | FAZZT Race Team                           | 200        | +17.6774       | 23       | 0                        | 17   |
| 14.     | 06 | Mutó Hideki             | Newman/Haas Racing                        | 200        | +18.2811       | 17       | 0                        | 16   |
| 15.     | 8  | E.J. Viso               | KV Racing Technology                      | 200        | +18.7949       | 8        | 0                        | 15   |
| 16.     | 22 | Justin Wilson           | Dreyer & Reinbold Racing                  | 200        | +19.4293       | 18       | 0                        | 14   |
| 17.     | 14 | Vitor Meira             | A.J. Foyt Enterprises                     | 200        | +20.1047       | 14       | 0                        | 13   |
| 18.     | 2  | Raphael Matos           | Luczo Dragon Racing de Ferran Motorsports | 200        | +21.234        | 19       | 15                       | 12   |
| 19.     | 18 | Milka Duno              | Dale Coyne Racing                         | 197        | +3 Kör         | 25       | 0                        | 12   |
| 20.     | 36 | Roger Yasukawa          | Conquest Racing                           | 195        | +5 Kör         | 21       | 0                        | 12   |
| 21.     | 19 | Alex Lloyd (R)          | Dale Coyne Racing                         | 131        | Vezetői hiba   | 15       | 0                        | 12   |
| 22.     | 24 | Paul Tracy              | Dreyer & Reinbold Racing                  | 114        | Vezetői hiba   | 22       | 0                        | 12   |
| 23.     | 78 | Simona de Silvestro (R) | HVM Racing                                | 85         | Műszaki hiba   | 24       | 0                        | 12   |
| 24.     | 32 | Mario Moraes            | KV Racing Technology                      | 66         | Vezetői hiba   | 20       | 0                        | 12   |
| 25.     | 34 | Bertrand Baguette (R)   | Conquest Racing                           | 1          | Vezetői hiba   | 13       | 0                        | 10   |

## Bajnokság állása a verseny után
Pilóták bajnoki állása
| Pozíció | Pilóta            | Pontok |
| ------- | ----------------- | ------ |
| 1       | Will Power        | 587    |
| 2       | Dario Franchitti  | 575    |
| 3       | Scott Dixon       | 501    |
| 4       | Ryan Briscoe      | 497    |
| 5       | Hélio Castroneves | 450    |